# Giuseppe presenta al faraone il padre e i fratelli
Giuseppe presenta al faraone il padre e i fratelli è un dipinto a tempera su tavola (95×224 cm) di Francesco Granacci, databile al 1515 circa e conservato negli Uffizi di Firenze. Faceva anticamente parte della decorazione della Camera nuziale Borgherini.

## Storia
A partire dal 1515 circa Salvi Borgherini fece decorare la camera nuziale di suo figlio Pierfrancesco e della consorte Margherita Acciaiuoli con una boiserie e mobilio intagliato da Baccio d'Agnolo, progettista anche del palazzo dove si trovava l'insieme, il tutto decorato da una serie di pannelli figurati di Pontormo, Francesco Granacci e, in una fase immediatamente successiva, Andrea del Sarto e il Bacchiacca.
Il tema era quello delle Storie di Giuseppe ebreo, eroe virtuoso e casto spesso raffigurato come esempio per le giovani coppie.
Il Granacci dipinse due pannelli, l'Arresto di Giuseppe, su un "lettuccio" (cassapanca con braccioli), e il pannello principale della serie, Giuseppe presenta al faraone il padre e i fratelli sul lato opposto della stanza, quello di dimensioni maggiori che concludeva la serie. Vasari le definì "fatte con pulitissima diligenza e con vago e bel colorito".
La camera, nonostante le gelose cure e i rifiuti a venderla della coppia, fu infine venduta, tramite l'intermediazione di Niccolò Gaddi, a Francesco I de' Medici dai loro discendenti, nel 1584. La compravendita riguardò i pannelli del Granacci e di Andrea del Sarto, che oggi si trovano rispettivamente agli Uffizi e alla Galleria Palatina. I pannelli di Pontormo e del Bacchiaccha presero altre strade ed oggi si trovano divisi tra la National Gallery di Londra e la Galleria Borghese di Roma.
Nel Gabinetto dei disegni e delle stampe degli Uffizi si trova un disegno preparatorio databile ante 1515 (nn. 345, 347, 349).

## Descrizione e stile
Sullo sfondo di una vasta architettura e di un paesaggio che si rifà alla scuola fiorentino-umbra di fine Quattrocento, l'artista rappresentò la scena finale della vita di Giuseppe. Sembra di scorgere infatti il battistero di Firenze senza il tetto.
La narrazione si ispira molto fedelmente al racconto biblico (Genesi, 47, 7). Giuseppe, divenuto governatore d'Egitto, dopo varie vicende e dopo aver fatto portare il padre in terra nilotica, li perdona e, infine li presenta al faraone.
Sullo sfondo di un palazzo, una sorta di anfiteatro ottagonale e una loggia si vede arrivare da sinistra il corte del faraone, con Giuseppe che lo precede e che fa un gesto di presentazione verso i quattro fratelli, tutti inginocchiati col bastone del pellegrino, e il padre al centro di essi. Nella parte destra e sullo sfondo, qua e là, vari personaggi di contorno riempiono la scena, variamente atteggiati.
Stilisticamente il pannello mostra un gusto ancora un po' arretrato, legato ai modi di quindici/vent'anni prima, ispirati all'ultimo Botticelli o a Pietro Perugino. Le figure infatti interagiscono ordinatamente con lo spazio, dividendosi nettamente tra sfondo e primo piano, con una gestualità pacata, espressiva quanto basta per capire il racconto. I colori sono sgargianti, in tonalità piene che evidenziano i volumi delle forme. Queste caratteristiche appaiono già superate nei pannelli di Pontormo della serie, di quella stessa prima fase, verso il cui gusto si orienteranno anche le scelte successive dei committenti.
Antonio Natali attribuì il paesaggio al Maestro dei Paesaggi Kress.